# Pakiet (statut autonomiczny)
Pakiet (niem. Paket) – potoczna nazwa włoskiej autonomicznej prowincji Bolzano-Alto Adige (niem. Bozen-Südtirol)., obejmującej Południowy Tyrol i zamieszkanej w 2/3 przez ludność tyrolską. 
Pakiet gwarantuje pełne równouprawnienie języka niemieckiego i włoskiego w całej prowincji, dwujęzyczne napisy w miejscach publicznych, nauczanie w szkołach w języku niemieckim, tworzenie niemieckojęzycznych organizacji kulturalnych. Zatwierdzenie Pakietu w roku 1970 przez parlament włoski umożliwiło rozwiązanie poważnego konfliktu narodowościowego i politycznego w Południowym Tyrolu.